# Åsjön (Bygdeå socken, Västerbotten, 711230-174537)
Åsjön är en sjö i Robertsfors kommun i Västerbotten och ingår i Dalkarlsåns huvudavrinningsområde. Sjön har en area på 0,708 kvadratkilometer och ligger 15 meter över havet.

## Delavrinningsområde
Åsjön ingår i det delavrinningsområde (711149-174519) som SMHI kallar för Mynnar i Dalkarlsån. Medelhöjden är 22 meter över havet och ytan är 3,89 kvadratkilometer. Det finns inga avrinningsområden uppströms utan avrinningsområdet är högsta punkten. Vattendraget som avvattnar avrinningsområdet har biflödesordning 2, vilket innebär att vattnet flödar genom totalt 2 vattendrag innan det når havet efter 5 kilometer. Avrinningsområdet består mestadels av skog (60 procent) och öppen mark (12 procent). Avrinningsområdet har 0,71 kvadratkilometer vattenytor vilket ger det en sjöprocent på 18,2 procent.